# Corollos
Corollos es una entidad de población española del municipio de Cudillero, perteneciente a la comunidad autónoma del Principado de Asturias.

## Historia
A mediados del siglo XIX, el lugar, ya por entonces perteneciente a la parroquia de Faedo y al ayuntamiento de Cudillero, tenía contabilizada una población de 38 habitantes. Aparece descrito en el séptimo volumen del Diccionario geográfico-estadístico-histórico de España y sus posesiones de Ultramar de Pascual Madoz de la siguiente manera:

COROLLOS: l. en la prov. de Oviedo, ayunt. de Cudillero, felig. de San Andres de Faedo: sit. en la falda oriental del monte Pascual, enfrente del estremo sept. de la loma de Faedo. El terreno es fértil y de buena calidad. prod.: maiz, escanda, habas, patatas y otros frutos. pobl.: 10 vec., 38 almas. (V.)
(Madoz, 1847, p. 26)

En 2023, la entidad singular de población de Corollos tenía empadronados 18 habitantes.